# Илияз Сабриу
Илияз Сабриу (на албански: Iljaz Sabriu; на македонска литературна норма: Илијаз Сабриу) е политик от Северна Македония.

## Биография
Роден е на 10 юни 1951 година в тетовското село Пирок. През 1973 година завършва Икономическия факултет на Прищинския университет. Между 1991 и 1992 е първи министър на труда на Република Македония. Народен представител от Партията за демократичен просперитет в периода 1998-2002 година.